# Château Ruffo di Amendolea
Le château Ruffo di Amendolea (en italien : Castello Ruffo di Amendolea) est un château médiéval normand construit au XIe siècle à Amendolea,  situé dans la commune de Condofuri (ville métropolitaine de Reggio de Calabre), en Calabre,.
Le château se situe au milieu de l'ancienne partie grecque de la région et avait une importance hautement stratégique, car la vallée de la Fiumara Amendolea était à l'époque historique la frontière entre Locri et Reggio de Calabre. Le château de Amendolea, ainsi que ceux voisins et similaires de Gerace, Condojanni,  Sant'Aniceto, faisaient partie d'un système défensif de l'époque normande visant à contrôler la côte sud de la mer Ionienne.

## Historique
Sa fondation est généralement attribuée à Riccardo di Amendolea, un Normand, même si l'on peut supposer que sa construction a eu lieu en plusieurs phases différentes par les différents peuples qui ont dominé la région à la fin du Moyen Âge.
La présence du château à l'époque normande est certaine, comme en témoignent les études sur les techniques de construction des éléments les plus anciens. De l'analyse des murailles, montrant de véritables martelages, nous avons la confirmation que le château fut impliqué au XIIIe siècle dans les travaux de démolition des châteaux ordonnés par Frédéric II de Souabe en 1230.
Rénové par la suite, le château fut, au cours des siècles suivants, impliqué dans des luttes de pouvoir entre les familles nobles locales, changeant souvent de propriétaires. Parmi ces familles, nous nous souvenons de la famille Amendolea, dont la ville située au-dessous du château tire son nom, et de la famille Ruffo di Calabria, qui acheta le fief en 1624 et en resta possession jusqu'en 1806, année de la fin de l'ère féodale.
Aujourd'hui, il ne reste que quelques vestiges du château : les murs d'enceinte, une tour et ce qui devait être autrefois une chapelle dans laquelle les habitants du château allaient prier.

## Galerie

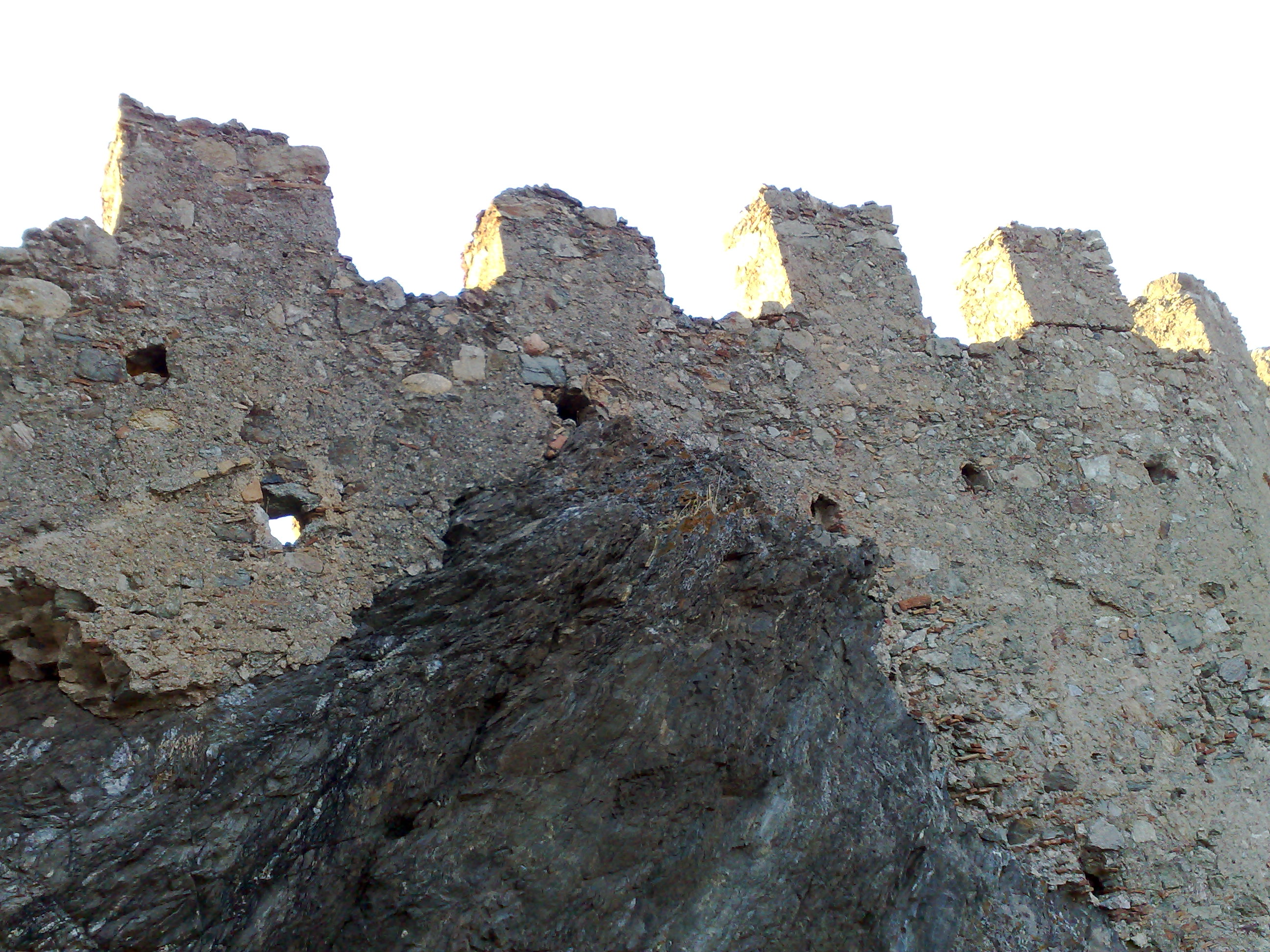
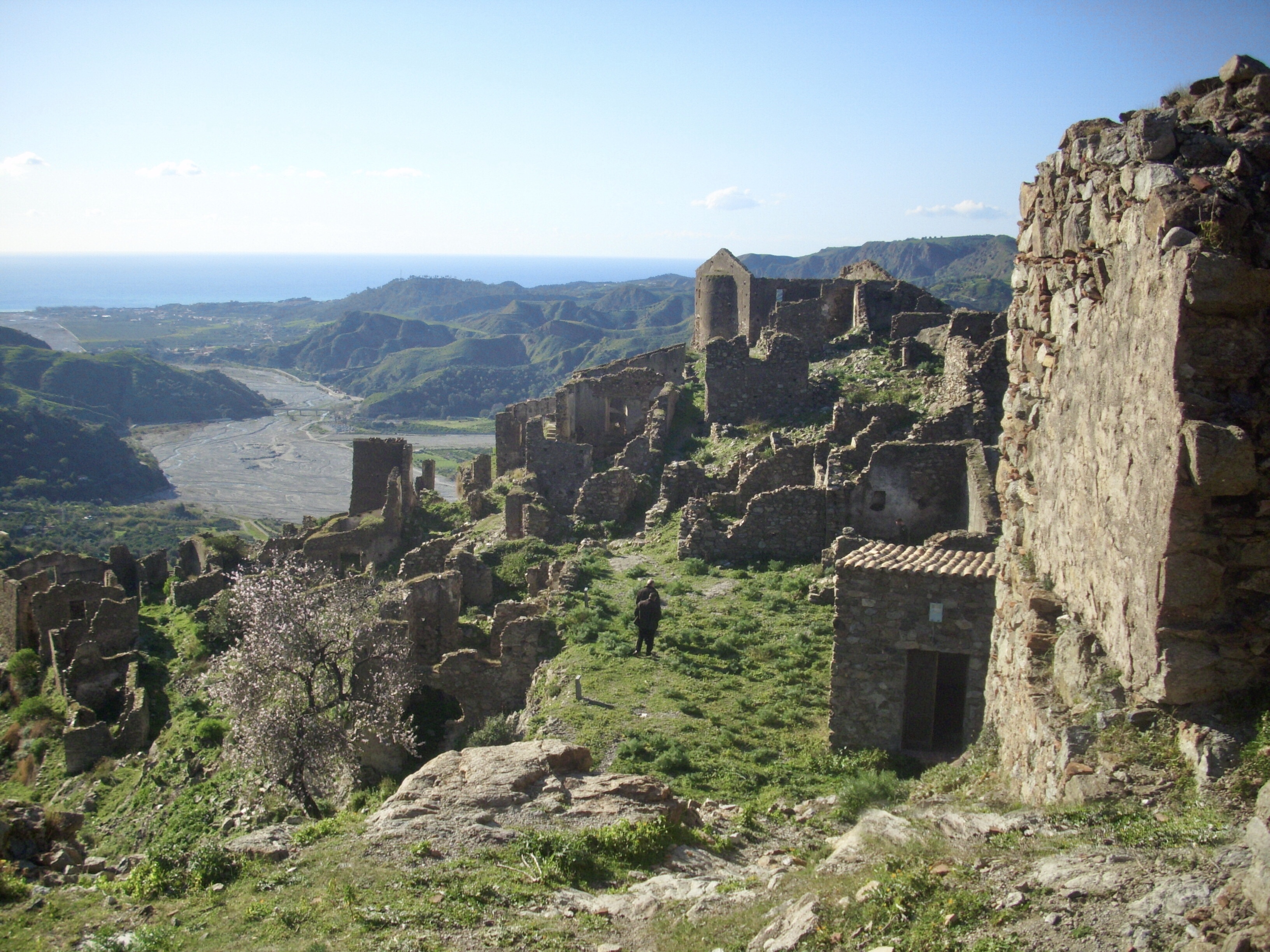